# Vergelijking van Gibbs-Duhem
De vergelijking van Gibbs-Duhem of de gibbs-duhemvergelijking is een vergelijking uit de thermodynamica die de veranderingen van de intensieve variabelen in een thermodynamisch systeem (druk, temperatuur en chemische potentiaal) aan elkaar verbindt. De vergelijking is genoemd naar de Amerikaan Josiah Willard Gibbs (1839-1903) en de Fransman Pierre Duhem (1861-1916).
De gibbsenergie {\displaystyle G} kan geschreven worden als de chemische potentiaal (partieel molaire gibbsenergie) {\displaystyle \mu } vermenigvuldigd met de stofhoeveelheid {\displaystyle n}, opgeteld voor alle aanwezige stoffen.
{\displaystyle G=\sum \mu _{i}n_{i}}
Voor een verandering in {\displaystyle G} geldt algemeen:
{\displaystyle {\begin{aligned}\mathrm {d} G&=\mathrm {d} \left(\sum \mu _{i}n_{i}\right)\\&=\sum \mu _{i}\mathrm {d} n_{i}+\sum n_{i}\mathrm {d} \mu _{i}\end{aligned}}}
Volgens de fundamentele vergelijking van de thermodynamica, geldt eveneens: 
{\displaystyle \mathrm {d} G=V\mathrm {d} p-S\mathrm {d} T+\sum \mu _{i}\mathrm {d} n_{i}}
Uit de combinatie van beide volgt
{\displaystyle \sum n_{i}\mathrm {d} \mu _{i}=V\mathrm {d} p-S\mathrm {d} T}
wat de meest algemene vorm is van de gibbs-duhemvergelijking. Onder isobare en isotherme omstandigheden geldt
{\displaystyle \sum n_{i}\mathrm {d} \mu _{i}=0}

## Toepassing

### Zuivere stof
Voor een zuivere stof wordt de gibbs-duhemvergelijking:
{\displaystyle \mathrm {d} \mu =V_{\mathrm {m} }\mathrm {d} p-S_{\mathrm {m} }\mathrm {d} T}
met {\displaystyle V_{\mathrm {m} }} en {\displaystyle S_{\mathrm {m} }} het molaire volume en de molaire entropie. Dit toont aan dat de chemische potentiaal van zuivere stof een constante is bij een gegeven druk en temperatuur.

### Twee componenten
Voor een tweecomponentensysteem geldt onder isobare en isotherme omstandigheden
{\displaystyle n_{1}\mathrm {d} \mu _{1}=-n_{2}\mathrm {d} \mu _{2}}
ofwel 
{\displaystyle \mathrm {d} \mu _{1}=-{\frac {x_{2}}{x_{1}}}\mathrm {d} \mu _{2}}
met {\displaystyle x} de stofhoeveelheidsfractie, wat toont dat de chemische potentiaal van de ene component niet onafhankelijk kan veranderen van de andere. Wanneer de verandering in chemische potentiaal van een component gekend is, of gemeten kan worden, is de verandering van de andere automatisch ook gekend.
Wanneer het gaat om twee componenten in een mengsel met een algemene activiteit {\displaystyle \mu =\mu ^{\ominus }+RT\ln(\gamma x)} vindt men, gebruik makend van {\displaystyle \mathrm {d} x_{1}=-\mathrm {d} x_{2}} het verband:
{\displaystyle \mathrm {d} (\ln \gamma _{1})=-{\frac {x_{2}}{x_{1}}}\mathrm {d} (\ln \gamma _{2})}

### Algemeen
Samen met de voorwaarden voor evenwicht (gelijkheid van chemische potentiaal), vormt de gibbs-duhemvergelijking de theoretische basis voor de fasenregel van Gibbs.